# Чавес, Пауло
Пауло Сесар Чавес Кирарте (исп. Paulo César Chávez Quirarte; родился 7 января 1976 года в Гвадалахаре, Мексика) — мексиканский футболист, центральный полузащитник клуба «Дорадос де Синалоа».

## Клубная карьера
Чавес родился в Гвадалахаре и является выпускником футбольной академии одноименного клуба. В 17 лет он был включен в заявку основной команды. 12 декабря 1993 года в против «Пуэблы», Пауло дебютировал в мексиканской Примере. 16 марта 1994 года в поединке против «Монтеррея» он забил свой первый гол за клуб. Футболистом основного состава Чавес стал в сезоне 1996/97 года. Весной 1997 года, он стал чемпионом в составе «Гвадалахары», в финальном поединке против «Торос Неса», Чавес забил один из голов команды.
Летом 2000 года Чавес перешёл в «Монтеррей», где сразу же стал футболистом основного состава. В чемпионате Клаусуры 2003 года, он выиграл свой второй чемпионский титул в карьере. С приходом на тренерский мостик «полосатых» Даниэля Пасареллы, Пауло вышел на поле всего в 8 матчах и потерял место в основном составе.
В 2004 году Чавес в поисках игровой практики перешёл в «Толуку». В новом клубе Пауло отыграл сезон, приняв участие в 26 матчах. Летом 2005 он на полгода вернулся в «Гвадалахару». В родной команде он не получал много шансов проявить себя, поэтому руководство «Чивас» отправило футболиста по арендам. За пять лет Чавес поиграл за «Монаркас Морелию», «Тапатио», «Веракрус», «Леон» и «Некаксу», которая после удачного сезона выкупила его контракт. Пауло помог «Некаксе» выйти в высший дивизион, но спустя год команда вновь вернулась в Лигу Асенсо, а Чавес отправился в аренду в «Ирапуато». 31 июля 2011 года в матче против «Ла-Пьедада» он дебютировал в новой команде. 14 августа в поединке против «Селаи» Пауло забил первый гол за клуб.
Летом 2012 года Пауло перешёл в «Дорадос де Синалоа». 22 июля в матче против «Веракрус», Чавес дебютировал за «Дорадос».

## Международная карьера
В 1997 году Чавес был вызван в сборную Мексики для участия в Кубке Америки. 13 июня в первом матче группового этапа против сборной Колумбии, Пауло дебютировал за национальную команду. На турнире Чавес провёл все 5 матчей и завоевал бронзовые медали. В том же году он принял участие в Кубке Конфедераций в Саудовской Аравии. Пауло принял участие во всех трех встречах, но мексиканцы вылетели после группового этапа.
9 ноября 1997 года в матче отборочного этапа Чемпионата Мира 1998 против сборной Коста-Рики, Чавес забил свой первый гол за сборную. Несмотря на то, что полузащитник активно выступал в отборочном турнире, в окончательную заявку на Чемпионат Мира он не попал.
В 1999 году Чавес во второй раз отправился на Кубок Америки, где как и два года назад завоевал бронзовые медали.

### Голы за сборную Мексики
| #   | Дата          | Место           | Противник  | Результат | Соревнование                                                 |
| --- | ------------- | --------------- | ---------- | --------- | ------------------------------------------------------------ |
| 01. | 9 ноября 1997 | Мехико, Мексика | Коста-Рика | 3:3       | Чемпионат мира по футболу 1998 (отборочный турнир, КОНКАКАФ) |
| 02. | 9 июня 1999   | Чикаго, США     | Аргентина  | 2:2       | Товарищеский матч                                            |

## Достижения
Клубные
 «Гвадалахара»
- Чемпионат Мексики по футболу — Лет. 1997

 «Монтеррей»
- Чемпионат Мексики по футболу — Кл. 2003

Международные
 Мексика
- Кубок Америки по футболу — 1997
- Кубок Америки по футболу — 1999